# Кетенкамп
Кетенкамп (њем. Kettenkamp) општина је у њемачкој савезној држави Доња Саксонија. Једно је од 34 општинска средишта округа Оснабрик. Према процјени из 2010. у општини је живјело 1.700 становника. Посједује регионалну шифру (AGS) 3459023.

## Географски и демографски подаци
Кетенкамп се налази у савезној држави Доња Саксонија у округу Оснабрик. Општина се налази на надморској висини од 41 метра. Површина општине износи 12,9 km². У самом мјесту је, према процјени из 2010. године, живјело 1.700 становника. Просјечна густина становништва износи 132 становника/km².